# 散斑竹根兰
散斑竹根兰（学名：Disporopsis aspera）为天门冬科竹根七属的植物，为中国的特有植物。分布于中国大陆的湖南、四川、广西、湖北、云南等地，生长于海拔1,100米至2,900米的地区，多生在山谷、林下阴处及溪边，目前尚未由人工引种栽培。

## 别名
散斑假万寿竹（高等植物图鉴）